# ブルー・ムーン・オブ・ケンタッキー
「ブルー・ムーン・オブ・ケンタッキー」（Blue Moon of Kentucky）は、1946年にブルーグラス・ミュージシャンのビル・モンローが書いたワルツで、同年にモンローのバンドであるブルーグラス・ボーイズによって録音された。その後、エルヴィス・プレスリーをはじめ、多数の歌手によって録音されている。
単に「ブルー・ムーン」と称されることもあるこの曲は、ケンタッキー州の公式ブルーグラス曲となっている。2002年には、モンローのバージョンが、アメリカ議会図書館の全米録音資料登録簿 (National Recording Registry) に追加される50件のうちのひとつに選ばれた。2003年にカントリー・ミュージック・テレビジョン (CMT) が作成した「最も偉大なカントリー音楽100曲 (100 Greatest Songs in Country Music)」では、11位にランクされた。
日本語では「ケンタッキーの青い月」という曲名で言及されることがある。

## ビル・モンロー
ビル・モンローは1946年にこの曲を書き、コロムビア・レコードのために9月16日に録音した。レコードがリリースされたのは1947年のはじめであった。当時、ブルーグラス・ボーイズには、ボーカルとギターのレスター・フラットとバンジョー奏者のアール・スクラッグスが在籍しており、彼らは後に独立してブルーグラス・バンドのフォギー・マウンテン・ボーイズ (Foggy Mountain Boys) を結成することになった。フラットもスクラッグスも、この曲の録音に参加しているが、歌っているのはビル・モンロー自身である。
「ブルーグラス・ワルツ」と称されるこの曲は、1947年に全国的なヒットとなり、ほかのブルーグラス・ミュージシャンたちや、カントリー音楽、初期のロカビリーの楽曲としても大きな人気を呼んだ。この曲は『グランド・オール・オプリ』などの番組で広く好まれていたが、カール・パーキンスはその活動の初期からこの曲をアップテンポに編曲して演奏していた。
1954年、スタンレー・ブラザーズがプレスリーの4拍子の編曲による、ブルーグラスの楽器を使った演奏を録音し、モンローとプレスリーのスタイルのギャップを巧みにつなぐアプローチをみせた。ビル・モンロー自身も、ふたつのスタイルを組み込んだ演奏でこの曲を再録音し、オリジナル同様の3/4拍子で曲を始め、途中でアップテンポの4/4拍子に切り替えて演奏するようになった。

## エルヴィス・プレスリー
サン・レコードから出す「ザッツ・オール・ライト」のカップリング曲を検討するなかで、ビル・ブラック (Bill Black) を介して「ブルー・ムーン・オブ・ケンタッキー」にたどり着いたのは1954年7月のことだった。スコティ・ムーアが「俺たちはみんな何かが必要だと思ってた」と言う、行き詰まりの状態がしばらく続いていた。「ビルが「ブルー・ムーン・オブ・ケンタッキー」を思いついたんだ。...俺たちはちょっと休憩を入れて、ビルがベースを弾きながら「ブルー・ムーン・オブ・ケンタッキー」を歌ったんだ、ビル・モンローの高いファルセットの声を真似をしながらね。エルヴィスがこれに加わり、一緒に歌い始めて」、ムーア自身も一緒に歌ったのだという。プレスリー、ムーア、ブラックの3人は、サム・フィリップスに激励されながら、モンローの3/4拍子のゆっくりしたワルツを、アップビートな、ブルース風の、4/4拍子の曲に作り替えた。
この曲のごく最初の段階の演奏を聴いたときから、サン・レコードのオーナーだったサム・フィリップスは「おや、こりゃいいぞ、いいぞ。これでポップな曲になった！」と叫んだという。サン・レコードから発売されたプレスリーの他のすべてのレコードと同様に、アーティストの名義は「エルヴィス・プレスリー、スコティ&ビル (ELVIS PRESLEY SCOTTY and BILL)」と記された。
デューイ・フィリップスが、プレスリーのデビュー盤の「ザッツ・オール・ライト」を WHBQ で最初にかけた夜、スリーピー・アイ・ジョン (Sleepy Eye John) は WHHM で、カップリングの「ブルー・ムーン・オブ・ケンタッキー」をかけた。WMPSのボブ・ニール (Bob Neal) もこのレコードをかけた。ポップ曲をおもにかけるDJたちも、「ザッツ・オール・ライト」や「ブルー・ムーン・オブ・ケンタッキー」を、より「イージーリスニング」的な、テレサ・ブリュワー、ナット・キング・コール、トニー・ベネットなどのポップ曲の間に挟み込んで放送するようになった。
モンローの曲のプレスリーによるバージョンは、「ザッツ・オール・ライト」よりも上位に立ち、南部各地のチャートに2曲がいずれも登場するようになった。10月9日付の『ビルボード』誌は、カントリー&ウェスタン地域ベストセラー (C&W Territorial Best Sellers) のメンフィスのチャートにだけ「ブルー・ムーン・オブ・ケンタッキー」を記録し、6位としたが、このとき「ザッツ・オール・ライト」は第7位だった。10月23日には、「ブルー・ムーン・オブ・ケンタッキー」がメンフィス、ナッシュビル、ニューオリンズでトップ10に入り、「ザッツ・オール・ライト」はランク外になっていた。
当時サン・レコードに所属していたチャーリー・フェザース (Charlie Feathers) は、プレスリーが使用した編曲を思いついたのは自分だったと、しばしば述べている。
この曲は、後に2005年のテレビ・ミニシリーズ『Elvis』の一場面でも使用された。

## その他の録音
この曲は、数多くのアーティストたちが録音しており、プレスリーのほかにも、ジョン・フォガティ、パッツィー・クライン、ロニー・ホーキンス、ロリー・ギャラガー、ジェリー・リー・ルイス、リアン・ライムス、ポール・マッカートニー、ボックスカー・ウィリー (Boxcar Willie)、レイ・チャールズ、ジェリー・リード (Jerry Reed)、ジミー・マーティン (Jimmy Martin)、ブライアン・セッツァー、ラウル・セイシャス (Raul Seixas) などが録音を残している。1980年にはザ・バンドのリヴォン・ヘルムが、映画『歌え!ロレッタ愛のために』でこの曲を演奏した。
1995年、（ジョン・レノン没後の）当時生き残っていたビートルズの3人、ポール・マッカートニー、ジョージ・ハリスン、リンゴ・スターが、この曲の4/4拍子バージョンを即興で演奏し、この音源は最終的に『ザ・ビートルズ・アンソロジー』のボーナス・トラックDVDに収録された。なお、マッカートニーは、これより前の1991年に、「MTVアンプラグド」の演奏を収めた『公式海賊盤 (Unplugged (The Official Bootleg))』で、この曲を披露していた。
1980年代後半から1990年代はじめにかけて、放送されたSF番組『タイムマシーンにお願い』では、「メンフィス・メロディ (Memphis Melody)」の回に主人公サム・ベケット (Sam Beckett) がエルヴィス・プレスリーとして登場し、「ブルー・ムーン・オブ・ケンタッキー」を演奏する。ジョン・キャンディとスティーヴ・マーティンは、1987年の映画『大災難P.T.A.』の中でこの曲を歌った。2002年に最初に放送されたテレビアニメ『キング・オブ・ザ・ヒル』のエピソード「The Bluegrass Is Always Greener」では、登場人物のジェフ・ブームハウアー (Jeff Boomhauer) がこの曲を歌う場面があり、歌声はヴィンス・ギルが担当した。